# De Zaadmarkt
De Zaadmarkt is een voormalige zaadbeurs en café op de hoek van het Grote Noord en het Breed, in de Noord-Hollandse plaats Hoorn. De voorgevel, die geert ten opzichte van de rest van het pand, is in 1846 voor het oudere pand geplaatst. Het gebouw is sinds 16 november 1965 een rijksmonument.

## Geschiedenis
De beurs werd tussen 1807 en 1909 op het Breed gehouden. Aan de gevel aan het Breed hangt een bel, die door de marktmeesters werd geluid, om 9:00 uur om de handel te openen en om 17:00 uur om die te sluiten. Nabeurs verbleven de telers in het café De Witte Engel, de handelaren verbleven juist meer in café In de Oude Zaadmarkt. Bij het openen van de markt werden het Grote Noord en de nabijgelegen Duinsteeg voor al het verkeer afgesloten. Ook de trams van de West-Friesche Tramweg-Maatschappij en latere exploitanten, die over het Grote Noord en Kleine Noord reden, mochten er niet meer doorheen. De handel vond niet in De Zaadmarkt plaats, maar ervoor en ernaast, op het Breed. Vanuit Andijk werden er veel zaden aangevoerd. Een van de bekendste handelaren was Nanne Jansz. Groot.
In 1888 werd er voor zowel De Zaadmarkt als het tegenovergelegen café De Witte Engel een gietijzeren luifel gebouwd. De luifel van de Zaadmarkt werd in 1925 gesloopt. De bel aan de zijmuur luidde in 1909 voor het laatst de zaadbeurs uit. Het jaar ervoor werd er, op voordracht van de eigenaar, een zaal aan het Achterom als zaadbeurs gebruikt. Deze Parkzaal was overdekt en kon zo nodig verwarmd worden. In 1929 was het aantal bezoekers gegroeid tot meer dan duizend per dag en werd besloten om de zaal uit te breiden. Door de crisis van de jaren dertig is dit echter nooit gebeurd.

## Exterieur
De voorgevel is vormgegeven als een strakke, weinig gedecoreerde lijstgevel. Hij is symmetrisch van opzet: in het midden de toegangsdeur en aan weerszijden een negenruits venster met zesruits bovenlicht. Op de verdieping gaat het om vensters van zes ruiten en drie ruiten in de bovenlichten. De hoeken zijn uitgevoerd met lisenen. Boven alle vensteropeningen zijn hanenkammen geplaatst. De kroonlijst is wel gedecoreerd. Deze is voorzien van cirkels, met daarboven een tandlijst. Boven de lijst staat een halfronde dakkapel met daarop een hijsbalk. Op het fronton van de dakkapel, net onder de hijsbalk, staat de tekst: Eethuisje in De Oude Zaadmarkt anno 1756. De hijsbalk staat niet haaks op de dakkapel, omdat deze de richting van het interieur volgt.
Aan de zijgevel bevindt zich dus nog de bel om de zaadbeurs in- en uit te luiden. Boven deze bel is een muurschildering aangebracht, met daarop de naam van het pand. De schildering is aangebracht op de plek van een dichtgezet venster. Op de begane grond bevindt zich nog een zijingang en een verhoogd venster. In tegenstelling tot de voorgevel is de zijgevel hierdoor niet symmetrisch.
Bovenop het zadeldak staat een vierkante, loden piron, met loodcirkels op de zijkanten. Aan de voorzijde is het voorschild over de gehele hoogte afgewolfd, hierdoor ontstaat meer een schilddak.
De achtergevel is grotendeels aan het zicht onttrokken. Het betreft een puntgevel met bovenaan een bakstenen schoorsteen.

## Interieur
Het interieur is nog grotendeels origineel; omdat het pand ooit een woning was is er ook een bedstee aanwezig. Voor de functie van zaadmarkt is er op de zolderverdieping nog een wagenrad om handelsgoederen naar de opslag te kunnen takelen.